# سونيا ماتشانيك
سونيا ماتشانيك (بالإنجليزية: Sonia Machanick)‏ ولدت في 15 يونيو 1925 -وتوفيت في 12 نوفمبر 1977، هي دكتورة طبيبة ومؤلفة ومختصة في علم النفس التربوي جنوب إفريقية. ابتكرت طرقًا جديدة لتعليم الأطفال الذين يعانون من عسر القراءة وغيرها من صعوبات التعلم. أسست مدرسة جاباري Japari، وهي مدرسة خاصة في جوهانسبرغ توفر التعليم للأطفال. كتبت سلسلة من أربعة كتب التي تم استخدامها على نطاق واسع طوال الستينيات والسبعينيات لتعليم طريقة القراءة الصوتية، وكذلك المقالات المتعلقة بمعالجة الأطفال الذين يعانون من صعوبات في التعلم.